# Zbigniew Schodowski
Zbigniew Schodowski, né le 30 avril 1987 à Toruń, est un rameur polonais

## Palmarès

### Jeux olympiques d'été
| Discipline | Londres 2012 Royaume-Uni | Rio 2016 Brésil |
| ---------- | ------------------------ | --------------- |
| Huit       | -                        |                 |

### Championnats du monde
| Discipline | Chungju 2013 Corée du Sud | Amsterdam 2014 Pays-Bas | Aiguebelette 2015 France |
| ---------- | ------------------------- | ----------------------- | ------------------------ |
| Huit       |                           | Bronze                  |                          |

### Championnats d'Europe
| Discipline | Varèse 2012 Italie | Séville 2013 Espagne | Belgrade 2014 Serbie | Poznań 2015 Pologne |
| ---------- | ------------------ | -------------------- | -------------------- | ------------------- |
| Huit       | Or                 | Argent               |                      |                     |